# Hubert Jerningham
Pour les articles homonymes, voir Jerningham.
Hubert Edward Henry Jerningham (12 octobre 1842 - 3 avril 1914) est un administrateur colonial britannique.

## Distinctions
- Ordre de Saint-Michel et Saint-Georges Chevalier commandeur (KCMC) en 1893. Compagnon (CMG) en 1889.